# Traité de Paris (1515)
Pour les articles homonymes, voir Traité de Paris.
Le 24 mars 1515, par le traité de Paris, le comte de Flandre, futur Charles Quint, qui cherche à hériter de l'Espagne, s'allie avec François Ier afin d'obtenir son appui. Il est projeté un mariage entre Charles et la jeune Renée de France (4 ans alors), fille de Louis XII et d'Anne de Bretagne. Quand elle aura douze ans, Renée doit lui porter pour dot 200 000 écus en argent et le duché de Berry, estimé à 400 000 écus ; les deux souverains contractent en même temps une alliance offensive et défensive ; et Charles, quoiqu'il nomme son aïeul Ferdinand son allié, s'engage a ne pas le secourir contre la France, si celui-ci ne termine pas avant six mois les différends qu'il a avec elle, concernant le royaume de Navarre. Ce traité, auquel les deux princes se sont obligés par les plus étroites garanties, n'a pas d'exécution.